# ノゴイ
ノゴイ（野鯉）はコイ属に分類される魚である。マゴイ（真鯉）とも呼ばれる。

## 概要
コイの自然分布域は東アジアから黒海・カスピ海にかけてのユーラシア大陸温帯で、欧米の研究者の間では、日本のコイは全て大陸から導入された外来種であると信じられていた。一方で日本の研究者は、縄文時代の貝塚や古琵琶湖層からコイの咽頭歯が出土することから、在来種として存在していたと考えていた。
2005年に琵琶湖のコイのミトコンドリアDNAを調査したところ、ユーラシア大陸のコイと塩基配列が明確に異なる個体が存在することが明らかとなった。当初は琵琶湖固有のハプロタイプと考えられたが、その後の研究で国内の他の水域でも同じか近縁のハプロタイプが確認されている。

## 分布
琵琶湖や淀川水系、霞ヶ浦、児島湾、四万十川といった大型の河川。

## 形態・生態
飼育型のコイと比較して体高が低くて細長く、丸太のような体型である。黄味を帯びた個体が多い。
|            | 野生型         | 飼育型             |
| ---------- | -------------- | ------------------ |
| 体型       | 細長く丸っこい | 体高が高い         |
| 頭長       | 短め           | 長め               |
| 鰭長       | 短め           | 長め               |
| 背鰭の位置 | 前方寄り       | 後方寄り           |
| 消化管長   | 短い           | 長い               |
| 眼径       | 大きめ         | 小さめ             |
| 尾柄       | 細くてなだらか | 太くて急に尻すぼむ |
| 背鰭軟條数 | 19-23本        | 16-22本            |
| 側線鱗数   | 35-39枚        | 33-39枚            |
| 鰓耙数     | 15-18本        | 17-21本            |

飼育型のコイと比べ腸が短いことから、肉食傾向が強いと考えられている。鰾と食道を結ぶ気道弁が太く発達するが、これは急な潜降で水圧が増した際に空気が漏れることを防いで浮力を保持し、深浅移動を伴う生活を可能としていると推察できる。
また、活動範囲は飼育型のコイよりも狭く、流れの緩い河川の深みに潜むことが多い。琵琶湖においては冬は沖合で生息して春に産卵のために接岸し、その後は秋から冬にかけて再び沖合に戻るという移動を行っている。
産卵時期は4～8月と大陸から導入された系統と同じであるが、産卵時期の後半である7月・8月頃に比較的多いことが確認されている。
養魚地においては餌を与えた場合、直ぐに餌に集まる個体は少なく、特に人が傍にいる時に餌を食べる個体は殆どいない。これらの性質から人に馴らすの難しいとされる。
飼育型と比べてコイヘルペスウイルスの感受性が高いことが示唆されている。

## 人間との関係

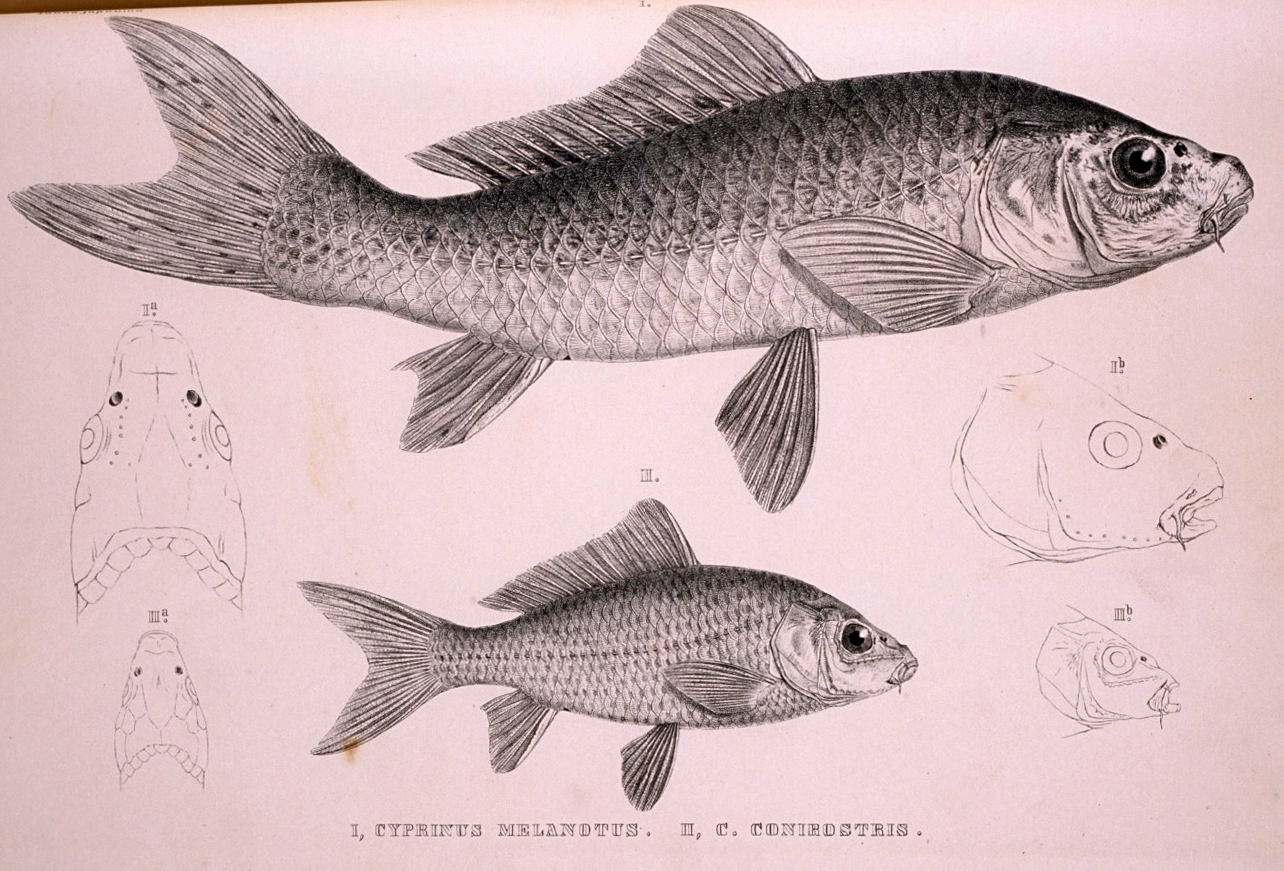
Cyprinus melanotus（上）とCyprinus conirostris（下）

前述の通り日本には古くから在来種のノゴイが生息している。しかしながら同時に外来系統のコイも存在している。
外国からコイが導入された最も古い記録は明治38年のドイツゴイ（カガミゴイ・カワゴイ）の輸入である。しかしながらオランダ国立自然史博物館で貯蔵されていた日本産のコイ3種の内の2種が体高の高いコイで、江戸時代には既に大陸からコイが導入されていた可能性がある。明治38年以前の明治23年に栗本鋤雲の屋敷から御蔵島に移入されたコイは移入時期から在来系統である可能性が想定されたが、実際はノゴイと外来系統の雑種による個体群だったことから、明治38年より以前から外来系統のコイが存在していたのは明らかである。
宮城県から高知県にかけての6県の湖沼や河川のコイのミトコンドリアDNAを調べたところ、半数近くかそれ以上の個体から外来系統のハプロタイプが確認されている。

### 琵琶湖個体群
滋賀県においては野生型をマゴイ、飼育型をヤマトゴイと呼び区別している。また、両者の中間型のコイはカワスジゴイと呼ばれている。漁業者の間でも価格が相違することからマゴイとヤマトゴイは区別されていた。
1951年5月から1952年3月までの間に主要な魚揚場で水揚げされたコイの内、マゴイが約80%を占めており、ヤマトゴイが占める割合は非常に小さかった。
2004年に琵琶湖でコイヘルペスウイルスの感染が確認されて、7月までの間に大量のコイの斃死体が回収された。調査したところ斃死体の多くが野生型であり、ミトコンドリアDNAの解析でも殆どが在来系統のハプロタイプであった。このことから斃死したコイの大部分が野生型かそれに由来するものであると考えられる。野生型のコイがコイヘルペスウイルスへの抵抗性が低いことが示唆されており、遺伝的多様性が損なわれた可能性がある。
琵琶湖に生息しているコイのミトコンドリアDNAを調べたところ、湖北沿岸では平均88％の在来系統のハプロタイプが検出された。一方で湖東では48%、湖南では38％ほどであり、湖北から湖東を経て湖南へ行くにつれて在来のハプロタイプは減少していっている。
核DNAを調べたところ琵琶湖の水深20m以上では飼育型の遺伝的影響が強いが、水深20m以下ではノゴイの集団が残存していることが分かっている。
琵琶湖沿岸域のコイの多くは交雑個体であり、形態上で明らかな飼育型のコイは少ない。

### ヤマトゴイ
滋賀県でヤマトゴイと呼ばれている飼育型は、もともと奈良県大和郡山市産の大和鯉のことである。大和郡山市では江戸時代の郡山藩のときから金魚の養殖が盛んであるが、鯉の養殖も盛んでその鯉は大和鯉と呼ばれていた。
滋賀県では、近江水産組合が当時の郡山町より鯉苗を購入し、明治24年（1891年）から27年（1894年）までの4年間、毎年琵琶湖に放流してその数は744,000尾に及んだ。一時中断を挟んで、明治34年（1901年）から41年（1908年）まで滋賀県水産試験場が4,127,752尾の鯉苗を放流した。大和鯉の鯉苗の合計放流数は480万余に及び、明治末頃には、漁獲において琵琶湖固有の野生型は減少し、大和鯉が増大したという。また、明治時代以降、各県の水産試験場が大和鯉を購入して各地で放流したため、大和鯉が急速に全国に広まった。
郡山藩では、天保前後より士族が供宅池で余業として鯉魚や金魚を飼育し始めたとされるが、なぜ外来系統のコイが養殖されるようになったのかは不明である。

### 信州鯉
大和鯉と並んで信州鯉（佐久鯉）が養殖鯉として江戸時代より有名であった。信州鯉は淀鯉とも呼ばれたが、その由来について2説がある。一つは、旧桜井村の臼田丹右衛門が大阪に遊び、淀鯉の美味なるを賞して、帰村の際持ち帰ったという説である。もう一つは、岩村田藩藩主の内藤正縄が文政8年（1825年）、大阪御番頭勤役の在番中、藩の窮乏する財政を援助してくれた礼物として、旧野沢村の豪農・並木七左衛門に淀鯉を「珍魚」として贈ったという説である。
信州鯉の特徴について、『農業雑誌』（1900年）に「信州産の鯉は概して体短く幅広く」とあり、大和鯉同様飼育型の体型をしていたことがわかる。長野県では、明治39年（1906年）、ドイツゴイを水産講習所より導入し、佐久鯉との交配試験を旧野沢町に委託しているが、上記の信州鯉の特徴はそれ以前の記述である。
したがって、大和鯉や淀鯉のように、飼育型の特徴をもつノゴイが近畿地方や信州には遅くとも江戸時代には存在していたと考えられる。